# Урсула (имя)
Урсу́ла (лат. Ursula — «медведица») — женское русское личное имя латинского происхождения. Вариантом этого имени является Урсулина.
Ономасты возводили имя Урсула к лат. ursa. Но согласно А. В. Суперанской, лат. ursa имело значение «медведица». А по мнению А. И. Рыбакина, Урсула уменьшительное имя от лат. ursa (в переводе — «медведь»).
Английское Ursula употребляется в основном в Австралии и США.

## Именины
- Католические[4]: 26 мая, 21 октября.

## Иноязычные варианты
- англ. Ursula[2][3]
- исп. Ursola[2][3]
- итал. Orsola[2][3]
- лит. Uršulė
- нем. Ursula, Ursina[2][3]
- порт. Úrsula[5]
- фр. Ursule[2][3]